# السوريون في النمسا
يشمل السوريون في النمسا المهاجرين من سوريا إلى النمسا, وكذلك أحفادهم. يقدر عدد السوريين في النمسا بحوالي 18000 شخص في ديسمبر 2015, وهم يتألفون بشكل أساسي من لاجئي الحرب الأهلية السورية.

## تاريخ الهجرة
خلال أزمة المهاجرين الأوروبية في 2014-2015 ، دخل مئات الآلاف من اللاجئين السوريين من الحرب الأهلية السورية إلى النمسا لطلب وضع اللاجئ. تسارعت أزمة المهاجرين الأوروبيين بشكل خاص عندما أعلن المستشار النمساوي فيرنر فايمان في 4 سبتمبر 2015, بالاشتراك مع المستشارة الألمانية أنجيلا ميركل، أنه سيتم السماح للمهاجرين بعبور الحدود من المجر إلى النمسا وما بعدها إلى ألمانيا، وفي وقت مبكر. 5 سبتمبر 2015 ، بدأت الحافلات التي تقل مهاجرين عبور الحدود النمساوية المجرية.

## مشاهير
طرفة بغجاتي, ناشط وكاتب سوري الأصل.
عمر حمدي, فنان من أصل سوري كردي.
أليسار عيلابوني, الموضة والموديل.
ناديا المالح, ممثلة ومغنية وفنانة ملهى ومخرجة نمساوية.

## اقرأ أيضاً
عرب النمسا
التركيبة السكانية في النمسا
الإسلام في النمسا
شتات سوري